# Jason Prince
Jason Prince (* 17. Juni 1970 in Derry, Nordirland) ist ein nordirischer Snookerspieler. Ab 1990 war er vierzehn Saisons lang Profispieler, wobei er bei den British Open 1999 das 25. offiziell anerkannte Maximum Break spielte.

## Leben
Nachdem der aus Derry stammende Prince 1987 nach England gezogen war, versuchte er 1987 und 1988 sich über die WPBSA Pro Ticket Series für die Profitour zu qualifizieren, wobei eine Achtelfinalteilnahme 1988 sein bestes Ergebnis war.
Dies änderte sich, als er 1989 mit Siegen über die späteren Profispieler Karl Burrows, Peter Lines, Jason Ferguson und Jonathan Birch ins Finale einzog, wo er auf den Engländer Jeff Cundy traf, welcher ihn mit 3:5 besiegte. Prince nahm darauf an den Professional Play-offs 1990 teil, wobei er durch Siege über David Rippon und Scott MacFarlane in die entscheidende Runde kam, wo er auf den Bruder des 15-fachen Rekordweltmeisters Joe Davis, Fred Davis, traf, der selbst achtmal Weltmeister geworden war. Mit einem 10:5-Sieg löste Prince das Profiticket für die Saison 1990/91.

### Erste Profijahre und Etablierung in den Top 40
Nachdem er 1990 im Finale der englischen Amateurmeisterschaft für den Norden am Schotten Alan McManus gescheitert war, begann mit einer Auftaktniederlage beim International One Frame Shoot-Out seine erste Profisaison. Im folgenden Turnier – dem Grand Prix – gewann er mit einem 5:4 über Nick Terry sein erstes Profispiel, doch er scheiterte anschließend an Robert Marshall. Beim Dubai Classic zog er dann mit Siegen über Barry Pinches und Brian Morgan in seine erste Hauptrunde ein, wo er von der kampflosen Aufgabe des zweifachen Weltmeisters Alex Higgins profitierte. Durch einen 5:4-Sieg über den Malteser Tony Drago erreichte er das Achtelfinale, wo er aber im Decider dem Engländer Dean Reynolds unterlag. Nach zwei Auftaktniederlagen zog er dann sowohl beim Classic als auch im Herreneinzelwettbewerb der World Masters in die Runde der letzten 32, bevor er bei den British Open immerhin die erste Hauptrunde erreichte. Bei den European Open zog er durch Siege über Dave Gilbert, John Campbell und Danny Fowler wieder in eine Runde der letzten 32 ein, in der er erneut von Dean Reynolds besiegt wurde. Zum Abschluss seiner ersten Profisaison besiegte er in der Qualifikation für die Snookerweltmeisterschaft mit Fred Davis einen achtfachen sowie mit Ray Reardon einen sechsfachen Weltmeister, bevor er nach einem 10:9-Sieg über Colin Roscoe in der vorletzten Qualifikationsrunde am späteren Hauptrundenteilnehmer Craig Edwards scheiterte. Auf der Weltrangliste platzierte sich der Tourneuling auf Rang 56.
Die Saison 1991/92 begann für Prince mit einem Hauptrundeneinzug beim Dubai Classic und einem Einzug in die Runde der letzten 32 vom Grand Prix. Nach einer Auftaktniederlage zog er mit Siegen über unter anderem Mike Hallett und Nigel Bond ins Achtelfinale der UK Championship ein, in dem er gegen Dean Reynolds unterlag. Es folgten zwei frühe Niederlagen, bevor er bei den Welsh Open die Runde der letzten 32 und bei den British Open die Runde der letzten 64 erreichte. Wiederum folgten drei Auftaktniederlagen – darunter in der WM-Qualifikation, bis er mit Siegen über die irischen Spieler Paul Watchorn, Paddy Browne und Fergal O’Brien das Finale der irischen Profimeisterschaft erreichte, das er jedoch mit 1:9 gegen Joe Swail verlor. Auf der Weltrangliste gelang ihm eine Verbesserung um 15 Plätze, sodass er in der nächsten Saison auf Rang 41 gelistet war.
Zu Beginn der nächsten Saison erreichte Prince die Runde der letzten 64 vom Grand Prix und die Runde der letzten 32 der Benson & Hedges Championship. Nachdem er auch beim UK Championship und beim ersten Event der Strachan Challenge die Runde der letzten 32 erreicht hatte, zog er bei der irischen Profimeisterschaft ins Halbfinale ein, wo er sich nach Siegen über Stephen O’Connor und Alex Higgins dem Iren Ken Doherty geschlagen geben musste. Nach zwei verhaltenen Turnieren erreichte er beim dritten Event der Strachan Challenge die Runde der letzten 32 und sowohl bei den European Open als auch bei den British Open die Runde der letzten 64. Doch bei den letzten drei Turnieren der Saison verlor er alle seine Auftaktspiele, so beispielsweise in der WM-Qualifikation im Decider gegen Karl Payne. Auf der Weltrangliste verlor er jedoch nur einen Platz und landete auf Rang 42.

### Absturz auf Weltranglistenplatz 56
Die Saison 1993/94 begann für Prince mit drei Einzügen in die Runde der letzten 64 (unter anderem bei der UK Championship) sowie einem Einzug in die Runde der letzten 32 der Benson and Hedges Championship. Nach mehreren weiteren Einzügen in frühe Runden sowie einer Auftaktniederlage zog Prince im zweiten Event der Strachan Challenge ins Achtelfinale ein, wo er sich jedoch Troy Shaw geschlagen geben musste. Zum Ende der Saison zog er mit einem Sieg über Stefan Mazrocis in die Runde der letzten 64 der British Open ein, in der er sich Dennis Taylor geschlagen geben musste, bevor er in der WM-Qualifikation sein Auftaktspiel gegen Sean Lanigan verlor. Auf der Weltrangliste verlor er fünf weitere Plätze.
Nachdem er nach einer Auftaktniederlage zum Start der nächsten Saison beim Grand Prix in die Runde der letzten 63 vorgedrungen war, verlor er vier Auftaktspiele hintereinander. Seinen nächsten Sieg holte er erst bei den International Open gegen Barry West, bevor er gegen Tony Drago ausschied. Nach einer weiteren Auftaktniederlage besiegte er bei den British Open den Schotten David McLellan, ehe er an Ken Doherty scheiterte. Zum Saisonabschluss verlor er in der WM-Qualifikation im Decider gegen Stefan Mazrocis. Auf der Weltrangliste verlor er infolgedessen acht weitere Plätze.
Nach einer Auftaktniederlage zu Beginn der Saison 1995/96 erreichte Prince erst bei der Benson & Hedges Championship die Runde der letzten 32 und anschließend beim Grand Prix das Achtelfinale, wo er mit 0:5 an Jimmy White scheiterte. Anschließend verlor er zwei Mal in einer Runde der letzten 64 sowie ein Mal seine Auftaktpartie, ehe er bei den International Open (unter anderem mit einem Sieg über Steve Davis) die Runde der letzten 32 und bei den European Open die Runde der letzten 48 erreichte. Nach zwei Auftaktniederlagen verlor Prince zum Ende der Saison in der vorletzten WM-Qualifikationsrunde – erneut im Decider – gegen Paul Davies. Auf der Weltrangliste rutschte er dennoch durch die Ergebnisse der vorherigen Saison um einen Platz ab.

### Aufstieg auf Rang 39 und anschließender Absturz
Direkt zum Start der Saison 1996/97 erreichte Prince beim Asian Classic die Runde der letzten 48, in der er gegen Martin Clark verlor. Nach einem Achtelfinaleinzug bei der Benson & Hedges Championship verlor er jedoch bei drei aufeinanderfolgenden Turnieren in der Runde der letzten 64. Dieser Serie beendete er bei den Welsh Open, als er mit Siegen über Jamie Woodman, Gary Wilkinson und Dean Reynolds ins Achtelfinale einzog und dort Fergal O’Brien unterlag. Es folgten neben einer weiteren Auftaktniederlage bis zum Saisonende vier weitere Niederlagen in Runde der letzten 64, unter anderem in der WM-Qualifikation gegen Matthew Stevens. Auf der Weltrangliste gelang ihm eine Verbesserung um 14 Plätze, sodass er in der nächsten Saison den 42. Weltranglistenplatz belegte.
Nach zwei Auftaktniederlagen zum Start der Saison 1997/98 erreichte Prince beim UK Championship das Achtelfinale, wo er gegen Alan McManus ausschied. Nach mehreren Auftaktniederlagen zog er beim Thailand Masters in die Runde der letzten 48 ein, bevor er bei den British Open die Runde der letzten 64 verlor und dort mit 0:5 an John Higgins scheiterte. Zum Ende der Saison gelang Prince mit einem 10:8-Sieg über Martin Clark zum ersten Mal der Einzug in die Hauptrunde der Snookerweltmeisterschaft, wo er mit 8:10 in einem im Fernsehen übertragenen Match gegen Darren Morgan verlor. Mit dem Start der nächsten Saison erreichte Prince die höchste Ranglistenposition seiner Karriere; er verbesserte sich um drei Plätze auf den 39. Weltranglistenplatz.
Doch mit dem Beginn der Saison 1998/99 lief alles schief. Es dauerte bis zum dritten Event der UK Tour im Februar 1999, bis Prince sein erstes Spiel gewann. Das zweite und letzte Spiel, das Prince gewann, gewann er beim Thailand Masters. Ein weiterer Lichtblick waren die British Open, wo Prince im sechsten Frame seiner Qualifikationspartie gegen Ian Brumby das 25. offiziell anerkannte Maximum Break spielte. Prince verlor dennoch mit 4:5. Auf der Weltrangliste verlor er 25 Plätze und landete auf dem 64. Platz.
Auch in der darauffolgenden Saison gewann Prince erst im neuen Jahr ein Spiel. Er zog nach sechs Auftaktniederlagen sowohl beim Malta Grand Prix als auch beim Thailand Masters in die Runde der letzten 48 ein, doch er verlor sofort und anschließend auch die restlichen Saisonspiele. Dadurch verlor er auf der Weltrangliste wieder 25 Plätze und rutschte auf Rang 89 ab.

### Etablierung in den Top 80 und damit verbundene letzte Profijahre
Die Saison 2000/01 begann für Prince mit Einzügen in die Runde der letzten 64 von den British Open sowie von der Benson & Hedges Championship und UK Championship und einem Einzug in die Runde der letzten 48 vom Grand Prix. Doch nachdem er bereits bei den China Open eine Auftaktniederlage einstecken musste, gewann er im neuen Jahr bei vier Turnieren nur noch seine Auftaktpartie bei den Welsh Open. Dennoch verbesserte er sich auf der Weltrangliste auf den 84. Platz.
Direkt zu Beginn der nächsten Saison zog Prince bei den British Open in die Runde der letzten 64 ein, bevor er nach zwei Zweitrundenniederlagen bei den European Open 2001 die Runde der letzten 80 erreichte. Ebenjene Runde erreichte er auch nach zwei frühen Niederlagen bei den China Open und beim Thailand Masters, ehe er bei den Scottish Open sein Auftaktmatch verlor. Zum Ende der Saison besiegte er in der WM-Qualifikation die Engländer Chris Melling und Wayne Brown, bevor er an David Roe scheiterte. Auf der Weltrangliste kletterte er um drei weitere Plätze nach oben.
Nach einem verhaltenen Start in die Saison 2002/03 erreichte Prince ab dem UK Championship drei Mal in Folge die Runde der letzten 96. Beim Irish Masters gelang ihm mit Siegen über Jimmy Robertson, Jimmy Michie und Jonathan Birch der Einzug in die letzte Qualifikationsrunde, wo er jedoch gegen Anthony Hamilton verlor. Zum Saisonabschluss erreichte er sowohl bei den Scottish Open als auch in der WM-Qualifikation die Runde der letzten 96. Auf der Weltrangliste verbesserte er sich auf den 80. Platz.
Auch in die nächste Saison startete Prince verhalten, erst beim Masters Qualifying Event besiegte er Steve Mifsud sowie kampflos Robin Hull und zog in die Runde der letzten 32 ein, wo er sich Stuart Bingham geschlagen geben musste. Nah zwei weiteren verhaltenen Ergebnissen zog er beim Irish Masters in die Runde der letzten 80 ein, bevor er beim Players Championship in der zweiten Runde verlor. Zum Abschluss der Saison besiegte er in der WM-Qualifikation den Engländer Darryn Walker, bevor er mit 3:10 an Rory McLeod scheiterte. Diese 3:10-Niederlage sollte es die letzte Profipartie sein. Nachdem er zum Ende der Saison auf Weltranglistenplatz 98 abgerutscht war, verlor er nach vierzehn Saisons auf der Main Tour seinen Profistatus.

### Weitere Karriere und Sonstiges
Direkt in der nächsten Saison nahm Prince an der Challenge Tour teil, verlor jedoch alle seine Spiele. Zusätzlich gab er ein Spiel in der WM-Qualifikation kampflos auf.
Kurz nach Beginn seiner Profikarriere war er ins englische Birstall gezogen. Nachdem er seine Profikarriere beendet hatte, spielte er im lokalen Birstall Irish Democratic League Club. Im November 2017 spielte Prince in einer Partie gegen seinen Sohn Ryan ein weiteres Maximum Break.

## Erfolge
| Ausgang                | Jahr   | Turnier                             | Finalgegner  | Ergebnis |
| ---------------------- | ------ | ----------------------------------- | ------------ | -------- |
| Amateurturniere        |        |                                     |              |          |
| Zweiter                | 1990   | Nordenglische Snooker-Meisterschaft | Alan McManus | 5:8      |
| Qualifikationsturniere |        |                                     |              |          |
| Zweiter                | 1989/1 | WPBSA Pro Ticket Series             | Jeff Cundy   | 3:5      |
| Non-ranking-Turniere   |        |                                     |              |          |
| Zweiter                | 1992   | Irish Professional Championship     | Joe Swail    | 1:9      |